# Centaurea aucheri
Centaurea aucheri — вид рослин з роду волошка (Centaurea), з родини айстрових (Asteraceae).

## Опис рослини
Це багаторічна рослина з дерев'яними кореневищами. Стебло 6–40 см, прямовисне або висхідне, просте або з кількома простими гілками. Листки ± щільно-волосисті, ± ланцетоподібні за контуром, але надзвичайно мінливий за ступенем розсічення; прикореневі й нижні — на ніжці, серединні й верхні — сидячі. Кластер філаріїв (приквіток) 25–30 × 18–23 мм, довгастий; придатки великі, приховують більшу частину прикореневої частини філаріїв, солом'яного кольору. Квітки жовті. Сім'янки 6–7 мм; папуси 14–20 мм. Період цвітіння: червень і липень.

## Середовище проживання
Поширений у східній Туреччині й Ірану. Населяє скелясті схили, степ.